# Metaphysäre Chondrodysplasie Typ Schmid
Die Metaphysäre Chondrodysplasie Typ Schmid ist eine sehr seltene angeborene Skelettdysplasie mit ausgeprägten Veränderungen des wachsenden Knochens mit Lokalisation in den Metaphysen. Hauptmerkmale sind moderater Kleinwuchs, kurze verbogene Gliedmaßen mit auffälligem Gangbild.
Synonyme sind: englisch Metaphyseal Chondrodysplasia Type Schmid (MCDS); Metaphyseal Dysplasia Schmid (MCS), COL10A1-Related; Japanese type spondylometaphyseal dysplasia
Die Erstbeschreibung als Dysostosis enchodralis metaphysarea stammt aus dem Jahre 1949 durch den deutschen Arzt F. Schmid.

## Verbreitung
Die Häufigkeit ist nicht bekannt, die Vererbung erfolgt autosomal-dominant.
Es handelt sich mit mindestens 3–6 auf 1.000.000 um die häufigste Form der Metaphysären Chondrodysplasie.

## Ursache
Der Erkrankung liegen Mutationen im COL10A1-Gen auf Chromosom 6 Genort q22.1 zugrunde, welche mit einem Mangel an Kollagen-Typ 10α1 assoziiert sind.
Mutationen in diesem Gen finden sich auch bei der Spondylometaphysären Dysplasie Typ Sutcliffe.

## Klinische Erscheinungen
Klinische Kriterien sind:
- Manifestation im Kindes-, Kleinkindalter oder zur Neugeborenenzeit, Diagnosestellung meist während des 2. und 3. Lebensjahres.
- mäßiger Kleinwuchs
- relativ zum Rumpf verkürzte Arme und Beine, im Verlauf des Wachstums zunehmend
- Coxa vara mit watschelndem Gangbild
- Genua vara (O-Beine)

Hinzu können Vorwölbungen des Rippenbogens, Lordose der Lendenwirbelsäule und Schmerzen in den Beinen kommen.

## Diagnose
Die Diagnose ergibt sich aus der Kombination klinischer und röntgenologischer Befunde mit Veränderungen an den Metaphysen. Betroffen sind hauptsächlich die Wachstumsfugen proximal und distal am Oberschenkelknochen mit Aufweitung und Unregelmäßigkeiten. Auch am Handskelett finden sich verkürzte Röhrenknochen, Aufweitung der Metaphysen an den Metacarpalia und proximalen Phalangen.

## Differentialdiagnostik
Abzugrenzen sind die Hypochondroplasie und Veränderungen nach Rachitis. Bei anderen Metaphysären Dysplasien wie Knorpel-Haar-Hypoplasie, Metaphysäre Chondrodysplasie Typ Jansen oder Metaphysäre Chondrodysplasie Typ Spahr ist der Kleinwuchs wesentlich ausgeprägter.

## Therapie
Eine symptombezogene Behandlung durch orthopädische Maßnahmen ist möglich.